# Amants (film, 1938)
Pour les articles homonymes, voir Amants.
Pour plus de détails, voir Fiche technique et Distribution.

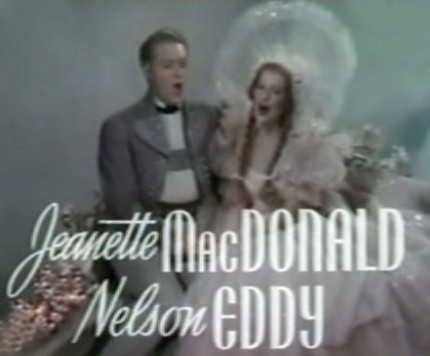
Nelson Eddy et Jeanette MacDonald.

Amants (titre original : Sweethearts) est un film musical américain réalisé par W. S. Van Dyke avec Jeanette MacDonald, Nelson Eddy et Frank Morgan, sorti en 1938.

## Synopsis
L'histoire commence lors du sixième anniversaire d'une comédie musicale nommée Sweethearts. Les deux personnages principaux sont deux époux, Gwen Mallow (Jeanette MacDonald) et Ernest Lane (Nelson Eddy). Un producteur de cinéma voudrait les engager pour un film qui sera tourné à Hollywood, mais le producteur de Sweethearts (Frank Morgan) est prêt à tout pour les garder à New York, rendant la situation problématique.

## Fiche technique
- Titre original : Sweethearts
- Réalisateur : W. S. Van Dyke
- Scénario : Dorothy Parker et Alan Campbell d'après l'opérette de Fred de Gresac, Harry B. Smith et Robert B. Smith pour le livret, et Victor Herbert pour la musique
- Photographie : Allen M. Davey (crédité Allen Davey) et Oliver T. Marsh
- Montage : Robert J. Kern
- Directeur artistique : Cedric Gibbons
- Décors : Edwin B. Willis
- Costumes : Adrian
- Chorégraphie : Albertina Rasch
- Producteur : Hunt Stromberg, pour la Metro-Goldwyn-Mayer
- Pays de production :  États-Unis
- Genre : Film musical, comédie romantique
- Durée : 114 minutes
- Procédé : 35 mm couleurs par Technicolor, son mono
- Langue : Anglais
- Date de sortie :
  - États-Unis : 22 décembre 1938
  - France : 5 juin 1946
- Affiche : Boris Grinsson (France)

## Distribution
- Nelson Eddy : Ernest Lane
- Jeanette MacDonald: Gwen Marlowe/Mme Lane
- Frank Morgan : Felix Lehmann
- Ray Bolger : Hans
- Florence Rice : Kay Jordan, la secrétaire
- Reginald Gardiner : Norman Trumpett
- Mischa Auer : Leo Kronk
- Herman Bing : Oscar Engel
- George Barbier : Benjamin Silver
- Fay Holden : Hannah, l'habilleuse
- Allyn Joslyn : Dink Rogers
- Lucile Watson : Mme Marlowe
- Gene Lockhart : Augustus
- Kathleen Lockhart : Tante Amelia
- Berton Churchill : Sheridan Lane
- Raymond Walburn : Orlando Lane
- Olin Howland : Appleby

Acteurs non crédités
- Lucile Browne : Une 'chorus girl'
- Jimmy Conlin : Un machiniste
- George Cooper : Un électricien
- James Flavin : Un portier du 'Melody Theater'
- Maude Turner Gordon : La douairière
- Margaret Irving : Madame
- Mary Howard : Une 'chorus girl'

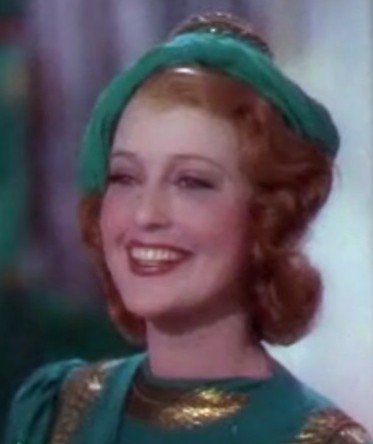
Jeanette MacDonald.
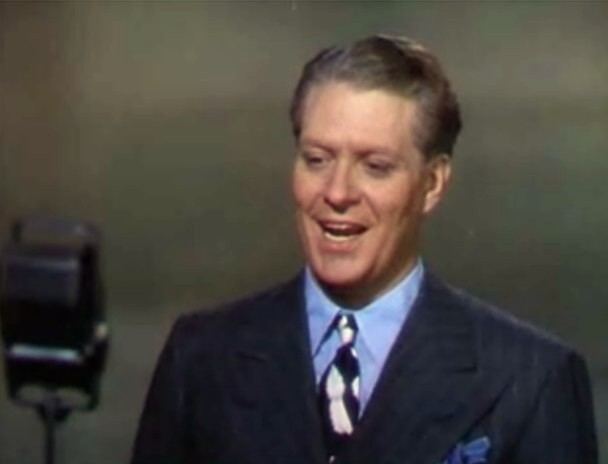
Nelson Eddy.
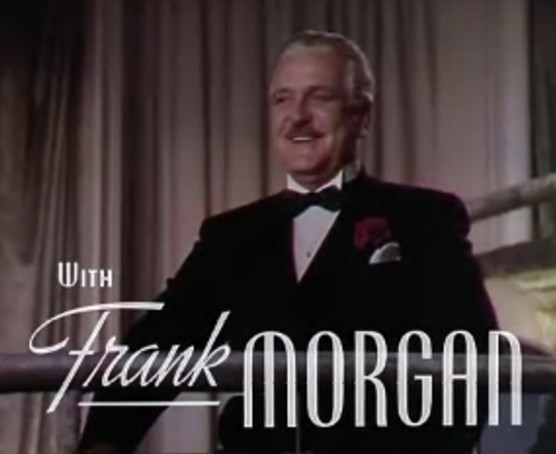
Frank Morgan.
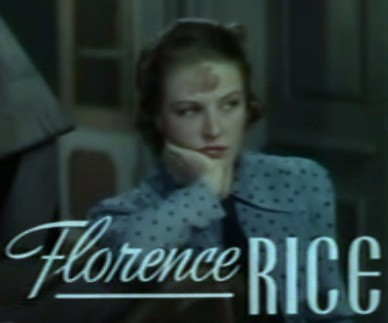
Florence Rice.
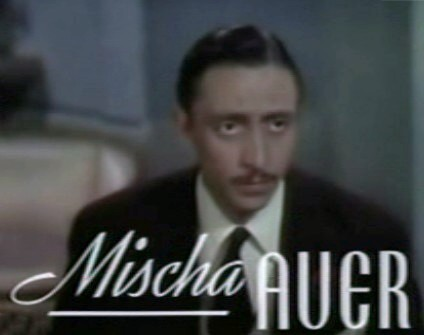
Mischa Auer.

## Autour du film
- Il s'agit du premier Technicolor Trichrome de la MGM, et du premier film en couleurs du couple Jeanette MacDonald - Nelson Eddy.
- La structure en forme de gâteau utilisée pour le numéro qui donne son titre au film est celle qui fut fabriquée deux ans plus tôt pour Le Grand Ziegfeld de Robert Z. Leonard.
- Chansons du films : Wooden Shoes, For Ev'ry Lover Must Meet His Fate, Sweethearts, Pretty as a Picture, The Game of Love, Mademoiselle on Parade, Summer Serenade, Maching on Parade, Little Grey Home in the West.